# ボ・ディドリー
ボ・ディドリー（Bo Diddley, 本名：エラス・O・B・マクダニエル, Ellas O.B. McDaniel, 1928年12月30日 - 2008年6月2日）は、アメリカのロックンロール・シンガー、ギタリスト。ボ・ディドリー・ビートと称される強力なリズムを基調とした彼の独特のサウンドは、ブルースとロックンロールの掛け橋となり、チャック・ベリー、リトル・リチャードらとともにロックンロールの生みの親のひとりとして知られるようになった。ローリング・ストーンズやU2、彼の名を「苗字」として冠したBO  GUMBOSなど、数多くのロック・ミュージシャンが彼から影響を受けている。
「ローリング・ストーンの選ぶ歴史上最も偉大な100組のアーティスト」において第20位。
「ローリング・ストーンの選ぶ歴史上最も偉大な100人のギタリスト」において2003年は第37位、2011年の改訂版では第27位。

## キャリア
1928年、ミシシッピ州マコムに生まれる。出生時の名前はエラス・オサ・ベイツであったが、生後まもなく、実母のいとこガシー・マクダニエルに養子に出された。このため、義理の母親の姓を名乗るようになる。1930年代半ばに、家族とともにイリノイ州シカゴに移住。
最初に手にした楽器はヴァイオリンであった。12歳のときに姉のルシールからギターをプレゼントされ、ギターも練習するようになった。
彼の芸名となった「ボ・ディドリー」はこの頃生まれたものである。
ジョン・リー・フッカーを耳にして感銘を受けたディドリーは、ヴァイオリンを止めてギターに専念するようになっていった。10代の頃からギターを手に路上で演奏活動を展開し、1950年代に入ると、マラカスのジェローム・グリーン、ハーモニカのビリー・ボーイ・アーノルドらとプレイするようになる。そして1955年、チェス・レコード傘下のチェッカー・レコードと契約し、デビュー・シングル "Bo Diddley" b/w "I'm A Man" をリリースした。これがR&Bチャートのトップに昇りつめる大ヒットを記録し、一躍スターの地位を獲得する。
同年、黒人アーティストとしては初めて『エド・サリヴァン・ショー』への出演を果たすが、番組側から指定された曲の演奏を断り、自らのレパートリーを演奏したことから、以後出演禁止となってしまった。
以後、デビュー曲を越えるヒットは生まれなかったものの、"Crackin Up"（1959年, R&Bチャート14位）、"Road Runner"（1960年, 同20位）、"You Can't Judge A Book By The Cover"（1962年, 同21位）などのヒットを飛ばした。
1967年の"Ooh Baby"（R&Bチャート17位）以降はヒットこそなかったものの、演奏活動を続けた。1987年にはロックの殿堂入りを果たした。
来日は、1988年のロン・ウッドとのツアー、1992年のジャパン・ブルース・カーニバル、1997年の単独ツアー、2001年のブルーノート東京公演がある。
1998年には映画『ブルース・ブラザース2000』に出演している。
80歳を目前に控えても精力的にツアーをこなしていたが、2007年5月13日、公演先のアイオワ州カウンシルブラフスで、脳卒中のため入院した。5月末には退院したものの、後遺症を改善するためにリハビリ・センターに入所した。
2008年6月2日、フロリダ州アーチャーの自宅にて心不全のため死去した。79歳だった。

## 特徴

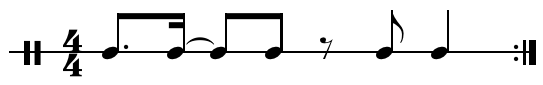
ボ・ディドリー・ビート

彼のサウンドは、トレードマークともいえるボ・ディドリー・ビートを前面に押し出しているのが特徴である。コードやメロディーは非常にシンプルなものが多く、リズムが彼の曲を形作っていると言っても過言ではない。このリズムは、例えばバディ・ホリーの "Not Fade Away"のように他のアーティストによって引き継がれ、のちのロックにも大きな影響を与えた。
オープンEチューニングによって、指1本だけでコードを弾くことができた。また、ギターのキーは曲に合わせてカポタストで調節していた。
主にグレッチのギターを使用しており、彼のトレードマークともいえるボディが長方形のギターや、ジュピター・サンダーバードなど自身の要望・デザインでグレッチに発注した奇抜なデザインの変形ギターを使用することでも有名であった。なお、箱のようなボディーの形は、葉巻の空き箱を利用して作る米国の伝統的3弦（2弦、4弦もあり）スライドギターであるシガー・ボックス・ギター（en:Cigar Box Guitar:CBG）と酷似している。また、彼のオープン・チューニング、1本指奏法もシガー・ボックス・ギターのオープン・チューニング（主にGDGのオープンGだが決まりは無い）・ボトルネック奏法と共通している。更に、彼の名前ボ（－）・ディドリー（Bo Diddley）も伝統的な1弦スライド・ギター、ディドリー・ボウ（en:Diddley Bow）に因んでいることを思わせる。

## ディスコグラフィ
- 1958年 Bo Diddley
- 1959年 Go Bo Diddley
- 1960年 Have Guitar-Will Travel
- 1960年 Bo Diddley in the Spotlight
- 1960年 Bo Diddley is a Gunslinger
- 1961年 Bo Diddley is a Lover
- 1962年 Bo Diddley's a Twister
- 1962年 Bo Diddley
- 1962年 Bo Diddley & Company
- 1963年 Surfin' with Bo Diddley
- 1963年 Bo Diddley's Beach Party
- 1964年 Bo Diddley's 16 All-Time Greatest Hits
- 1964年 Two Great Guitars（チャック・ベリーとの共演）
- 1965年 Hey Good Lookin'
- 1965年 500% More Man
- 1966年 The Originator
- 1967年 Super Blues（マディ・ウォーターズ、リトル・ウォルターとの共演）
- 1968年 The Super Super Blues Band（マディ・ウォーターズ、ハウリン・ウルフとの共演）
- 1970年 The Black Gladiator
- 1971年 Another Dimension
- 1972年 'Where It All Began
- 1972年 Got My Own Bag of Tricks
- 1973年 The London Bo Diddley Sessions
- 1974年 Big Bad Bo
- 1976年 20th Anniversary of Rock & Roll
- 1977年 I'm a Man
- 1983年 Ain't It Good to Be Free
- 1984年 Bo Diddley - His Greatest Sides - Volume 1
- 1985年 Bo Diddley & Co - Live
- 1986年 Hey...Bo Diddley in Concert
- 1988年 Live at the Ritz（ロン・ウッドとの共演）
- 1989年 Breakin' Through the BS
- 1989年 Living Legend
- 1991年 Rare & Well Done
- 1993年 This Should Not Be
- 1994年 Promises
- 1996年 A Man Amongst Men
- 2002年 Moochas Gracias（アンナ・ムーとの共演）